# Kalaznó
Kalaznó è un comune dell'Ungheria centro-meridionale di 210 abitanti (dati 2008). È situato nella contea di Tolna.